# Tetsuo Okamoto
Tetsuo Okamoto (født 20. marts 1932 i Marília i São Paulo, død 1. oktober 2007) var en brasiliansk svømmer som deltog i de olympiske lege 1952 i Helsingfors.
Okamoto vandt en bronzemedalje i svømning under OL 1952 i Helsingfors. Han kom på en tredjeplads i konkurrencen i 1500 meter frisvømning for mænd efter Ford Konno fra USA og Shiro Hashizume fra Japan.